# Красное пальмовое масло
Красное пальмовое масло — вид пальмового масла, получаемого из мякоти плодов Масличной пальмы с красной мякотью, используется как отвердитель при производстве маргаринов, кулинарных и кондитерских жиров. При использовании для получения масла исключительно расположенной около косточки мякоти плода добиваются повышенного содержания в масле каротиноидов (провитамина А), придающих продукту характерный красно-оранжевый цвет и имеющих хорошие антиоксидантные свойства, нивелирующие наличие насыщенных жирных кислот (50%), могущих провоцировать увеличение в крови уровня липопротеидов низкой плотности.

## Внешний вид и свойства
Красное пальмовое масло — жидкость красно-оранжевого цвета, без ярко выраженного запаха и вкуса. При температуре ниже +16 С начинает загустевать, теряет прозрачность. Качество продукта при этом не теряется, прозрачность масла восстанавливается при повышении температуры.

## Влияние на здоровье
Содержащиеся в красном пальмовом масле антиоксиданты — это основа борьбы со старением и хроническими заболеваниями. 100 грамм масла имеют энергетическую ценность 900 ккал.
Исследования на крысах показывают уменьшение вероятности инфаркта при употреблении красного пальмового масла.
Красное пальмовое масло снижает риск артериального тромбоза, атеросклероза, тормозит синтез эндогенного холестерина в крови, тормозит агрегацию тромбоцитов, снижает уровень оксидативного стресса и понижает кровяное давление. Умеренное использование красного пальмового масла способствует усвоению питательных веществ, активирует печёночные ферменты, способствуют гемоглобинизации красных кровяных клеток и улучшают иммунную функцию.

## Состав красного пальмового масла
Содержание на 100 грамм продукта
- Жиры 100г
  - Насыщенные жиры 39,7г
    - Миристиновая кислота (С 14:0) 0,9 %
    - Пальмитиновая кислота (С 16:0) 35,0 %
    - Стеариновая кислота (С 18:0) 3,8 %

  - Мононенасыщенные жиры 46,0г
    - Пальмитолеиновая кислота (С 16:1) 0,1 %
    - Олеиновая кислота (С 18:1) 45,9 %

  - Полиненасыщенные жиры 13,3г
    - Линолевая кислота (С 18:2) 13,8 %
    - Альфа-линоленовая кислота (С 18:3) 0,5 %
- Каротиноиды (провитамин A) 52,5мг
- Витамин E 90мг
  - Токоферолы
    - альфа-токоферолы 21,6 мг
    - гамма-токоферолы 0,9 мг

  - Токотриенолы (содержатся также в масле из рисовых отрубей и ячмене[5])
    - альфа-токотриенолы 23,4 мг
    - гамма-токотриенолы 31,5 мг
    - дельта-токотриенолы 12,6 мг
- Кофермент Q10 (убихинон) 5,4 мг

Масло не должно содержать белков, углеводов, трансжирных кислот и холестерина.